# Mascotes
Mascotes és una pel·lícula d'animació produïda per Illumination Entertainment. És dirigida per Chris Renaud i Yarrow Cheney i escrita per Brian Linxa, Cinco Paul i Ken Daurio. Les veus dels protagonistes de la pel·lícula són de Louis C.K., Eric Stonestreet, Kevin Hart, Steve Coogan, Ellie Kemper, Bobby Moynihan, Lake Bell, Dana Carvey, Hannibal Buress, Jenny Slate, i Albert Brooks. S'ha doblat al català.
Mascotes es va estrenar al Festival Internacional d'Animació d'Annecy el 16 de juny de 2016, i després va arribar als cinemes dels Estats Units el 8 de juliol de 2016 i a l'Estat espanyol el 5 d'agost del 2016. Va recaptar 875 milions de dòlars a tot el món, esdevenint el més film animat no produït per Disney o Pixar més taquiller i la sisena pel·lícula més taquillera del 2016. L'any 2019 es va estrenar una seqüela.

## Trama
En Max és un Jack Russell Terrier que viu amb la seva propietària, la Katie en un apartament de Manhattan. Mentre ella és a la feina passa l'estona fora amb altres animals de companyia de l'edifici: la gata Chloe, el gos carlí Mel, el gos salsitxa Buddy i el periquito Sweetpea. Un dia, la Katie adopta en Duke, i en Max es posa molt gelós perquè l'atenció de la propietària estarà ara dividit entre dos. En Duke intenta abandonar en Max en un carreró, però tots dos són atacats per un a manada de gats liderada pel gats Esfinx, als quals els treuen els collars i provoquen que la brigada de Control Animal els enxampi. 

## Repartiment
- Louis C.K.: Max.
- Eric Stonestreet: Duke.
- Kevin Hart: Snowball.
- Jenny Slate: Gidget.
- Ellie Kemper: Katie.
- Albert Brooks: Tiberius.
- Lake Bell: Chloe.
- Dana_Carvey: Pops.
- Hannibal_Buress: Buddy.
- Bobby_Moynihan: Mel.
- Chris_Renaud: Norman.
- Steve Coogan: Ozone.
- Michael Beattie: Tattoo.
- Sandra_Echeverría: Maria.
- Jaime_Camil: Fernando.
- Chris_Renaud: Molly.

## Producció
El gener de 2014, es va anunciar que Louis CK, Eric Stonestreet, i Kevin Hart s'havien unit al repartiment de la pel·lícula, amb Chris Renaud per dirigir el film a partir d'un guió escrit per Brian Lynch, Cinc Paul i Ken Daurio. Illumination Entertainment faria la producció i Universal Pictures distribuiria la pel·lícula que originalment havia de titular-se Max, com el gos protagonista. El juny de 2014, Albert Brooks, Aníbal Buress, Bobby Moynihan, Lake Bell i Ellie Kemper es van unir a l'elenc.

## Música i banda sonora
Totes les cançons foren compostes per Alexandre Desplat, excepte "We Go Together" de The Sausage Factory Singers.
| 1.            | «Meet the Pets»                | 2:37  |
| 2.            | «Katie's Leaving»              | 0:55  |
| 3.            | «Meet Duke»                    | 3:36  |
| 4.            | «Fetch Me a Stick»             | 3:09  |
| 5.            | «Telenovela Squirrels»         | 1:24  |
| 6.            | «Hijack!»                      | 2:00  |
| 7.            | «Gidget Meets Tiberius»        | 4:56  |
| 8.            | «Initiation Time»              | 1:01  |
| 9.            | «Rooftop Route»                | 1:27  |
| 10.           | «The Viper»                    | 1:49  |
| 11.           | «You Have an Owner?»           | 3:04  |
| 12.           | «Good Morning Max»             | 1:21  |
| 13.           | «Sewer Chase»                  | 1:09  |
| 14.           | «Who's With Me?»               | 1:21  |
| 15.           | «Me Like What Me See»          | 0:54  |
| 16.           | «Traveling Bossa»              | 1:56  |
| 17.           | «Flushed Out To Brooklyn»      | 2:47  |
| 18.           | «Sausages!»                    | 1:13  |
| 19.           | «Duke's Old House / Captured»  | 3:03  |
| 20.           | «Brooklyn Bridge Showdown»     | 2:34  |
| 21.           | «Rescuing Duke»                | 2:46  |
| 22.           | «Wet But Handsome / Blue Taxi» | 1:24  |
| 23.           | «Max and Gidget»               | 1:36  |
| 24.           | «Welcome Home»                 | 1:57  |
| 25.           | «We Go Together» (de Grease)   | 1:24  |
| Durada total: | Durada total:                  | 51:31 |